# Брлеково
46°04′ пн. ш. 16°08′ сх. д. / 46.07° пн. ш. 16.14° сх. д.
Брлеково (хорв. Brlekovo) — населений пункт у Хорватії, у Крапинсько-Загорській жупанії у складі громади Коньщина.

## Населення
Населення за даними перепису 2011 року становило 56 осіб.
Динаміка чисельності населення поселення:

## Клімат
Середня річна температура становить 10,10 °C, середня максимальна – 24,65 °C, а середня мінімальна – -6,82 °C. Середня річна кількість опадів – 917 мм.
| Клімат поселення                              | Клімат поселення | Клімат поселення | Клімат поселення | Клімат поселення | Клімат поселення | Клімат поселення | Клімат поселення | Клімат поселення | Клімат поселення | Клімат поселення | Клімат поселення | Клімат поселення | Клімат поселення |
| Показник                                      | Січ.             | Лют.             | Бер.             | Квіт.            | Трав.            | Черв.            | Лип.             | Серп.            | Вер.             | Жовт.            | Лист.            | Груд.            |                  |
| Середній максимум, °C                         | 5,96             | 8,14             | 12,52            | 16,64            | 21,55            | 24,65            | 23,81            | 23,24            | 19,32            | 14,06            | 8,48             | 4,44             |                  |
| Середня температура, °C                       | −0,42            | 1,74             | 6,12             | 10,25            | 15,17            | 18,26            | 19,93            | 19,35            | 15,44            | 10,17            | 4,62             | 0,56             |                  |
| Середній мінімум, °C                          | −6,82            | −4,65            | −0,28            | 3,85             | 8,77             | 11,87            | 16,06            | 15,48            | 11,55            | 6,30             | 0,73             | −3,32            |                  |
| Норма опадів, мм                              | 47               | 48               | 62               | 70               | 79               | 105              | 87               | 93               | 87               | 88               | 87               | 64               |                  |
| Середньомісячна швидкість вітру, м/с          | 1.86             | 2.08             | 2.42             | 2.40             | 2.20             | 2.00             | 1.91             | 1.78             | 1.79             | 1.80             | 1.90             | 1.90             |                  |
| Середньомісячна сонячна радіація, кДж/м²·день | 4058             | 6827             | 10468            | 14878            | 18947            | 20750            | 21591            | 18738            | 13923            | 8663             | 4526             | 3264             |                  |
| --------------------------------------------- | ---------------- | ---------------- | ---------------- | ---------------- | ---------------- | ---------------- | ---------------- | ---------------- | ---------------- | ---------------- | ---------------- | ---------------- | ---------------- |
| Джерело:                                      |                  |                  |                  |                  |                  |                  |                  |                  |                  |                  |                  |                  |                  |